# Le Pizou
Le Pizou è un comune francese di 1 255 abitanti situato nel dipartimento della Dordogna nella regione della Nuova Aquitania.

## Società

### Evoluzione demografica
Abitanti censiti